# Vaudelnay
Vaudelnay ist eine französische Gemeinde mit 1.122 Einwohnern (Stand: 1. Januar 2022) im Département Maine-et-Loire in der Region Pays de la Loire. Die Gemeinde gehört zum Arrondissement Saumur und zum Kanton Doué-en-Anjou. Die Einwohner werden Vaudelnaisiens genannt.

## Lage
Vaudelnay liegt etwa 20 Kilometer südwestlich von Saumur. Der Thouet begrenzt die Gemeinde im Südosten. Umgeben wird Vaudelnay von den Nachbargemeinden Brossay und Cizay-la-Madeleine im Norden, Montreuil-Bellay im Osten, Le Puy-Notre-Dame im Süden sowie Doué-en-Anjou im Westen und Nordwesten.

## Bevölkerungsentwicklung
| Jahr                       | 1962 | 1968 | 1975 | 1982 | 1990 | 1999 | 2006 | 2018 |
| Einwohner                  | 1113 | 1083 | 898  | 1005 | 1037 | 1058 | 1183 | 1143 |
| Quellen: Cassini und INSEE |      |      |      |      |      |      |      |      |

## Sehenswürdigkeiten
- Menhir von Le Grésil, seit 1967 Monument historique
- Kirche Saint-Pierre, seit 2007 Monument historique

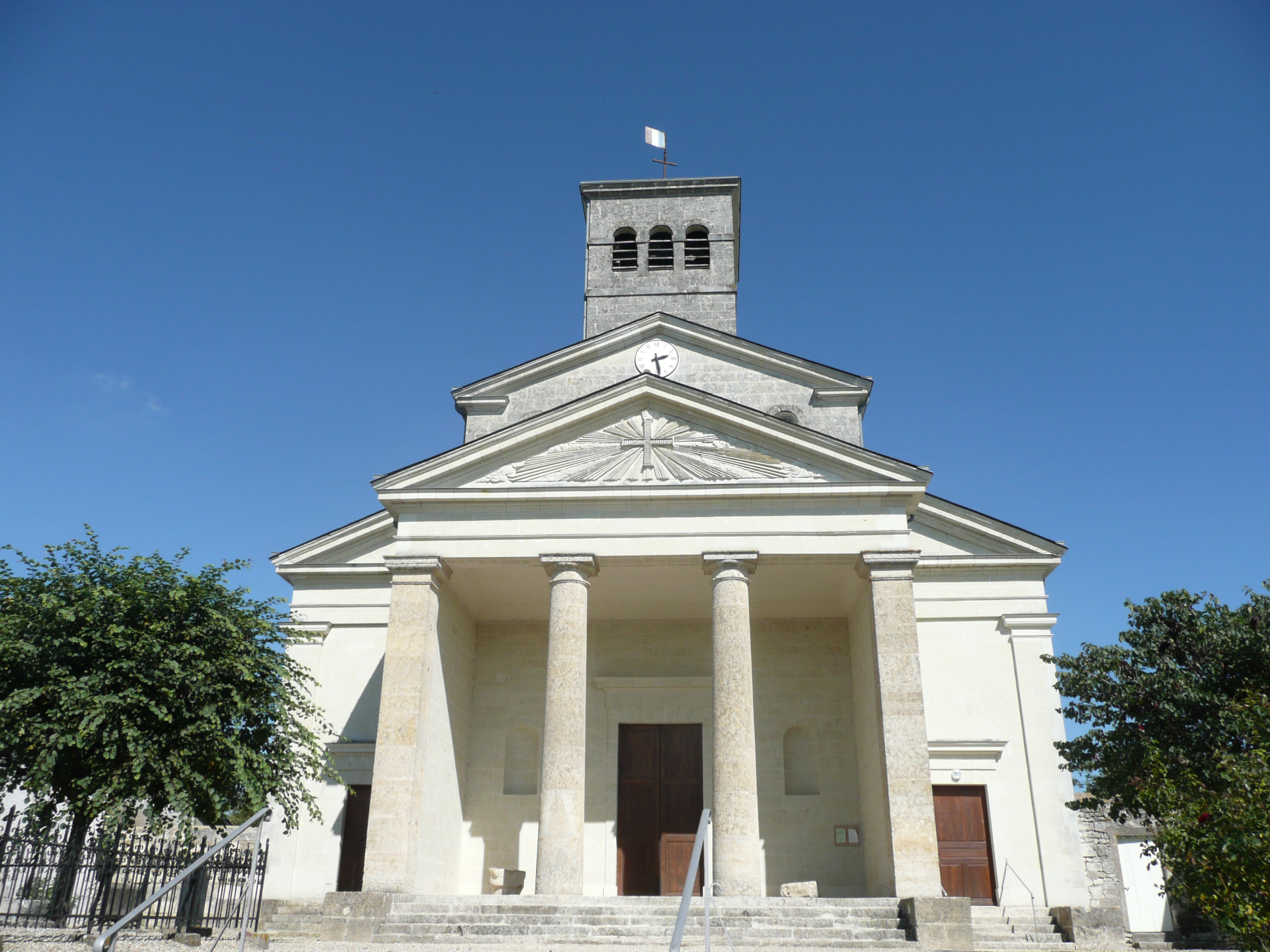
Kirche Saint-Pierre

## Persönlichkeiten
- François Cevert (1944–1973), Automobilrennfahrer, hier begraben